# Tomi Poikolainen
Tomi Poikolainen (ur. 27 grudnia 1961 w Helsinkach) – fiński łucznik, dwukrotny medalista olimpijski, trzykrotny medalista mistrzostw świata. Startował w konkurencji łuków klasycznych.
Największym jego osiągnięciem są dwa olimpijskie medale: złoty indywidualnie, zdobyty podczas igrzysk olimpijskich w Moskwie oraz również srebrny medal drużynowo dwanaście lat później. Sukcesy odnosił również w mistrzostwach świata, zdobywając w drużynie srebro w 1981 i 1991 roku i brąz indywidualnie dwa lata wcześniej.